# Trastenik (Roese)
Trastenik (Bulgaars: Тръстеник) is een dorp in het noorden van Bulgarije. Het dorp is gelegen in de gemeente Ivanovo in de oblast Roese. Het dorp ligt 21 km ten zuiden van Roese en 231 km ten noordoosten van Sofia.

## Bevolking
Op 31 december 2019 telde het dorp 1.068 inwoners, een daling vergeleken met het maximum 4.404 personen in 1946.
| Bevolkingsontwikkeling tussen 1934 en 2019          |
| --------------------------------------------------- |
|                                                     |
| Bron: Nationaal Statistisch Instituut van Bulgarije |

Het dorp heeft een Bulgaarse bevolkingsmeerderheid en een grote Turkse minderheid.
| Etnische samenstelling van de respondenten (2011) | Etnische samenstelling van de respondenten (2011) | Etnische samenstelling van de respondenten (2011) | Etnische samenstelling van de respondenten (2011) | Etnische samenstelling van de respondenten (2011) |
| ------------------------------------------------- | ------------------------------------------------- | ------------------------------------------------- | ------------------------------------------------- | ------------------------------------------------- |
|                                                   |                                                   |                                                   |                                                   |                                                   |
| Bulgaren                                          | Bulgaren                                          |                                                   | 58,2%                                             | 58,2%                                             |
| Turken                                            | Turken                                            |                                                   | 36,2%                                             | 36,2%                                             |
| Roma                                              | Roma                                              |                                                   | 1,3%                                              | 1,3%                                              |
| Anders/Onbekend                                   | Anders/Onbekend                                   |                                                   | 4,3%                                              | 4,3%                                              |